# Дасий Доростольский

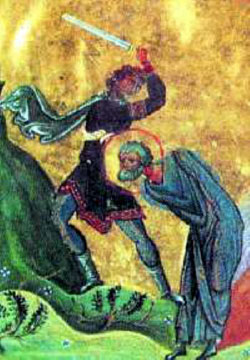
Казнь святого Дасия из Менология Василия II, конец X — начало XI века

Дасий (погиб ок. 300 года) — святой мученик Доростольский. День памяти — 20 ноября.
Дасий был воином в Доростоле. Он был избран тем, кто должен был возглавить локальное празднество в честь Хроноса, но отказался, за что был убит. По иным сведениям, Дасий был обезглавлен за отказ участвовать в римских сатурналиях.